# Butterfahrt

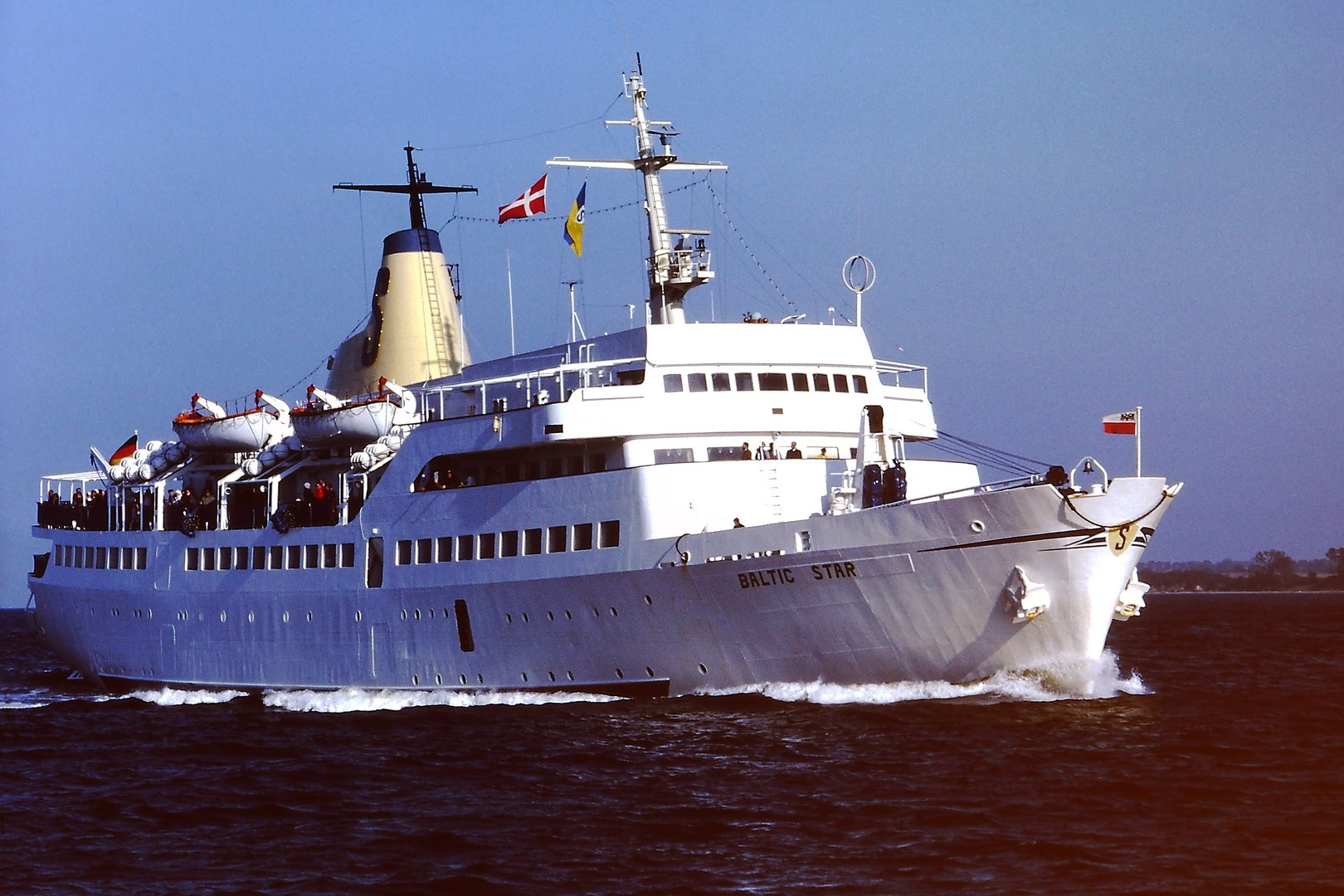
Ein typisches Butterschiff: die Baltic Star (ex Helgoland) der Förde Reederei Seetouristik (1987)

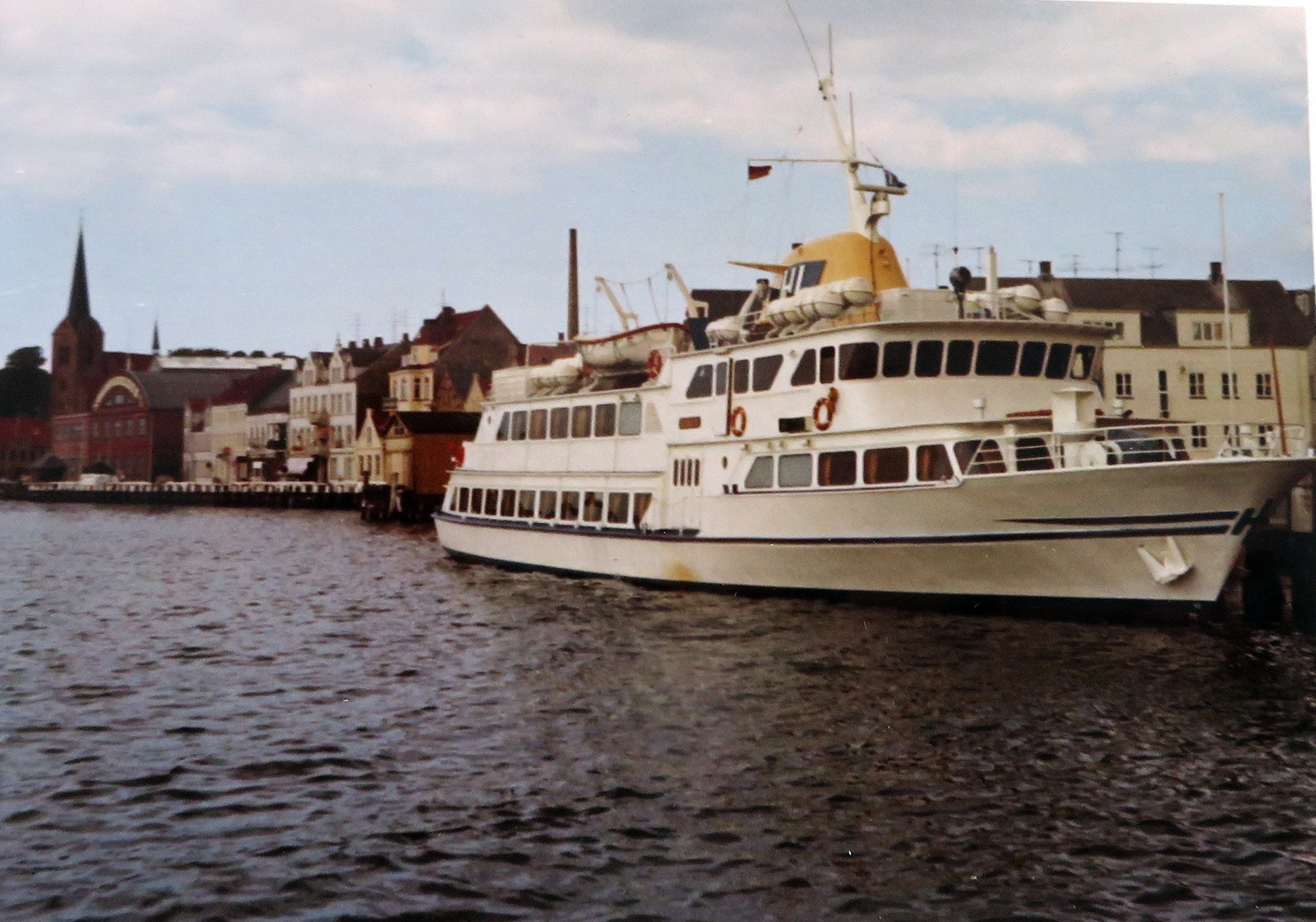
Die 1968 gebaute Hansaline in Sønderborg

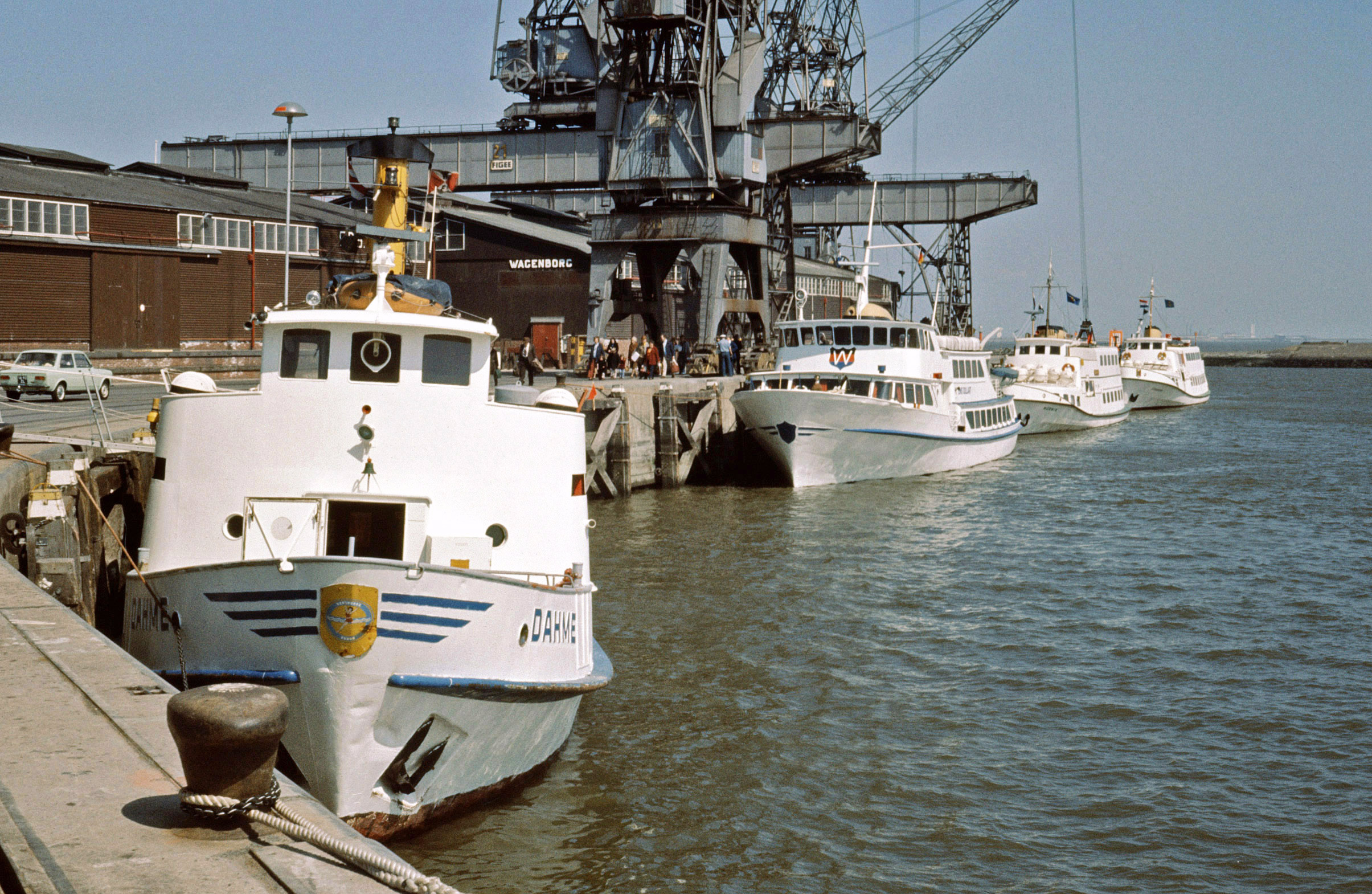
Vier Butterschiffe im niederländischen Delfzijl

Als Butterfahrt wird umgangssprachlich eine Einkaufsfahrt auf einem Ausflugsschiff bezeichnet, die von etwa 1953 bis 1999 angeboten wurden und über die auf See gelegene Zollgrenze von Deutschland hinausführte.

## Vorteile
Der kurzzeitige Aufenthalt im Ausland ermöglichte es, zahlreiche Artikel im Duty-free-Shop billiger einzukaufen und abgabenfrei nach Deutschland einzuführen. Dazu gehörte vor allem die in Dänemark damals weit preiswertere Butter, von der diese Tagesausflüge den Namen erhielten. Zudem wurden Tabak, Spirituosen und Parfüm gern gekauft.
Da die Fahrten selbst fast zum Nulltarif, also für einen symbolischen Preis angeboten wurden und in Flensburg teilweise durch großzügig verteilte Werbekarten kostenlos waren, wurde die Fahrt gern als Ausflug mit zusätzlichem  Nutzen unternommen. Auf der Ostsee waren Butterfahrten bis zum Ende der 1990er Jahre aus vielen Häfen üblich. Später wurden Butterfahrten per Bus in die Niederlande und nach Polen organisiert.
Eine Besonderheit gab es im Grenzgebiet zwischen Deutschland und Tschechien im Bereich der Oberelbe: Weil nach der Elbeflut 2002 der Grenzübergang Schmilka-Hřensko im Zuge der Bundesstraße 172 für viele Monate gesperrt war, fuhr für mehrere Monate ab Bad Schandau täglich ein Binnenfahrgastschiff grenzüberschreitend in das tschechische Staatsgebiet. Dort legte das Schiff nur sehr kurz an und verkaufte die für eine Butterfahrt typischen steuerfreien Waren (Tschechien gehört erst seit Mai 2004 zur Europäischen Union).

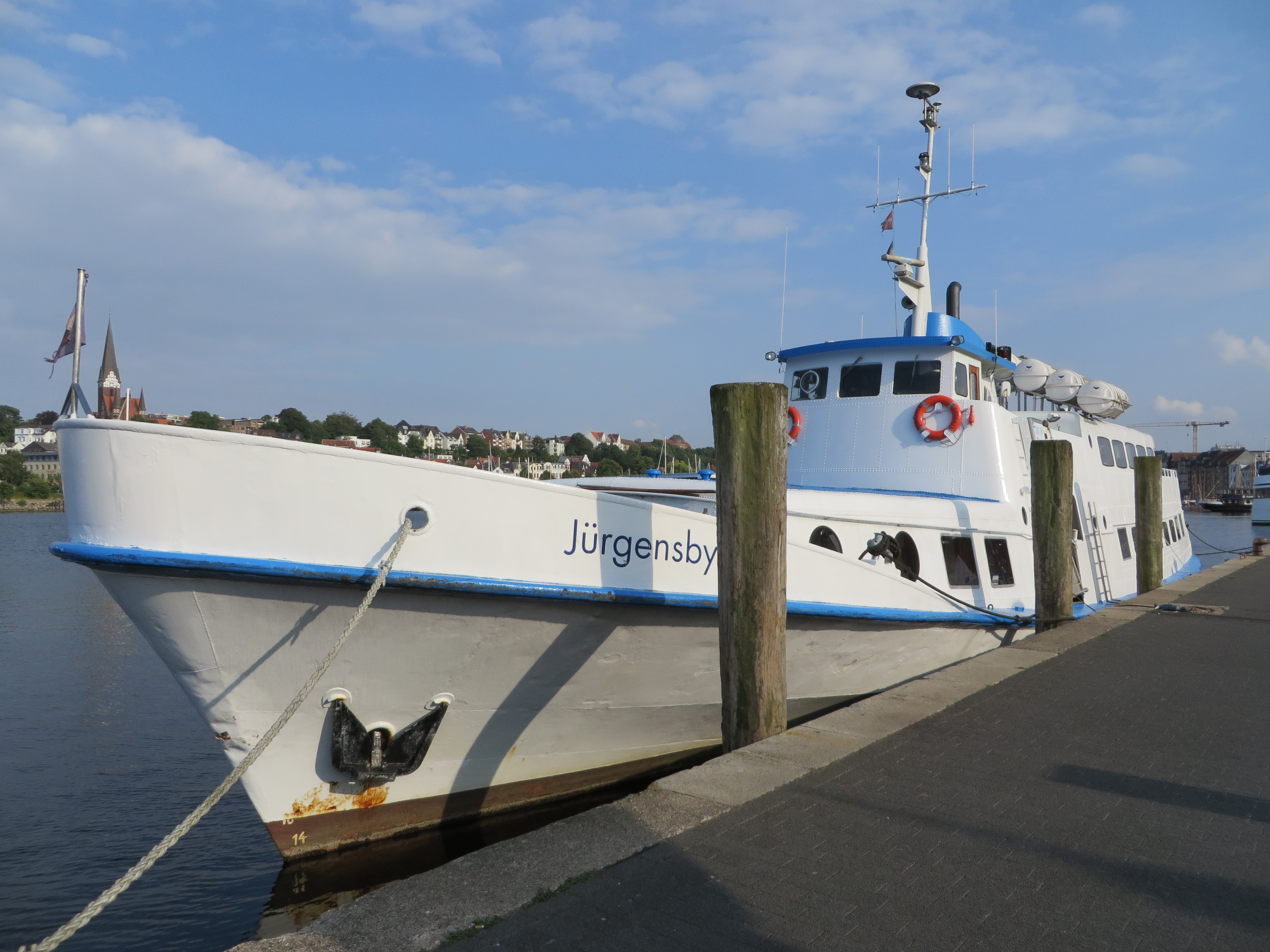
Eines der letzten Schiffe der sogenannten „weißen Flotte“ aus Butterschiffen im Flensburger Hafen, die im Juli 2017 ausgebrannte Jürgensby

## Vorschriften
Am 7. Juli 1981 erklärte der Europäische Gerichtshof (EuGH) die Abgabenfreiheit auf den sogenannten „Butterschiffen“, die auf Nordsee und Ostsee verkehren, mit dem EG-Recht für unvereinbar.
Auf politischen Druck seitens der deutschen Wirtschaft wurden erschwerende Bestimmungen erlassen, so etwa, dass vor der Freigabe des zollfreien Einkaufs das Schiff im (Zoll-)Ausland anlegen musste. Dies führte zu der kuriosen Situation, dass ein deutsches „Butterschiff“ den nächstgelegenen dänischen oder polnischen Hafen ansteuerte und dort ein Tau auswarf, welches um den Poller am Kai geschlungen und nach wenigen Sekunden wieder gelöst wurde, womit das Schiff formal angelegt hatte und zurückfahren konnte.
Seit dem 1. Juli 1999 sind derartige Fahrten in der EU nicht mehr zulässig.

## Verbleib einstiger Butterschiffe

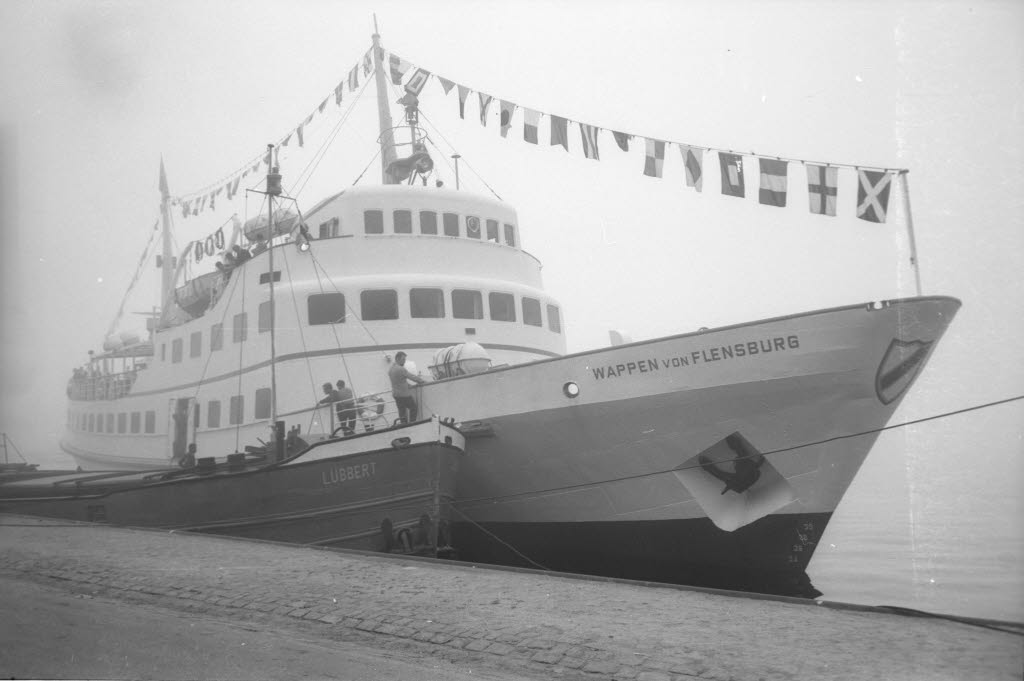
Die Wappen von Flensburg

Die Folge des Verbots der Butterfahrten war, dass zahlreiche Menschen ihren Arbeitsplatz verloren und viele Schiffe an neue Einsatzorte verbracht werden mussten. Zu den einstigen Butterschiffen gehören die 1970 in Papenburg gebaute Apollo, die 1999 nach Neufundland überführt wurde, die mittlerweile verschrottete Stella Scarlett, die damals nach Casablanca kam, die Hansaline, die 2003 trotz ihrer geringen Größe auf eigenem Kiel zum Panamakanal aufbrach, die mittlerweile zum Kreuzfahrtschiff umgebaute Helgoland und die 1964 gebaute Afrodite, die zeitweise als Partyschiff im Nahen Osten genutzt wurde. Die 1964 gebaute Poseidon wurde ab 2003 unter dem Namen Pearl Cruise II als Fähre zwischen Indien und Sri Lanka eingesetzt und 2006 bei einem Angriff von Milizen der Tamil Eelam so schwer beschädigt, dass man sie ein Jahr später in Alang verschrottete. Die 1960 gebaute Wappen von Flensburg wurde, nachdem sie von Malta aus als Sightseeing-Schiff eingesetzt worden war, 2012 in der Türkei abgebrochen, die Fehmarn I wurde in Mexiko abgewrackt. Die einstige Käpt'n Brass, später Hormuz 2, landete 2016 im Iran zur Verschrottung an. Die Langeland III wurde schon 1998 nach Kroatien verkauft und wurde mittlerweile nach Petar Hektorović getauft. Die einstige Sydfyn sank als Vicente im Januar 2015. Die 1968 gebaute Insel Föhr, später Thor Viking bzw. Adler Germania, wurde 2011 verschrottet. Die einstige Orange Moon, Baujahr 1959, später Tom Kyle und Sealord genannt, dient mittlerweile unter dem Namen Blue Dawn als Partyschiff, und die einstige Kollund wurde zur Luxusyacht Oceanwolf umgebaut.